# Giuseppe Catrufo
Giuseppe Catrufo (Nàpols, 19 d'abril de 1771 - Londres (Anglaterra), 19 d'agost de 1851) fou un compositor italià.
Fill d'un oficial espanyol, als dotze anys, va ser admès al Conservatori de Pietà dei Turchini, on va completar els seus estudis musicals, i on va tenir com a mestres Tarantino, N. Hall, Tritto i -per el cant- a La Barbera. S'allistà com a voluntari en l'exèrcit francès durant la revolució de Nàpols, fins al 1801 que deixà el servei militar, establint-se a Ginebra, ciutat en la qual, el mateix que feu a París, es dedicà a l'ensenyança de la música i el cant.
Publicà diverses fantasies, nocturns, arietes, i gran nombre de romances franceses, que tingueren força acceptació, i el 1820 l'obra Solfèges progressifs, a la que li seguiren, entre d'altres, les òperes franceses:
- Clorisse La fée Urgèle, L'amant alchimiste, Les aveugles de Framonville, L'Aventurier (París, 1813),
- Felicie (París, 1815),
- Une matinée de Frontin (París, 1815),
- Le boucle de cheveux (París, 1816),
- Zadig (París 1818),
- Le caprice d'une belle-femme (París, 1818),
- L'intrigue au chateau (París, 1823),
- Les rencontres (París 1828),
- Le passage du régiment (París, 1832), totes elles estrenades en l'Òpera Còmica de la capital francesa, i les pòstumes Don Raphael, Blonde et Olivier i Clotaire.

A més, se li deu, un Méthode de vocalisation (1830), una Cantata, amb motiu de la victòria assolida a Marengo (Batalla de Marengo), i algunes altres obres.